# Isabel Caro Wilson
Isabel Caro Wilson és una diplomàtica, empresària, escriptora i hispanista filipina. Ha estat ambaixadora de les Filipines a Espanya i directora del Centre Cultural de les Filipines (CCP). L'any 1997 li va ser concedit el Premi Zóbel.
Durant la seva residència a Espanya va promocionar la cultura del seu país, creant una rondalla i grup folklòric filipins a Madrid format per compatriotes seus de diferent perfil (estudiants, treballadors…) que vivien en aquesta ciutat. Aquests van participar en diversos festivals per tota la geografia espanyola.
Segons la revista ‘’Town and Country’’ era una de les deu dones amb més estil i influència de les Filipines l'any 2010.
Ha estat columnista del Manila Chronicle i liderat multitud de projectes i associacions empresarials, artístiques i culturals.

## Premis
- 1997. Premi Zóbel